# آق‌باش
آق‌باش (به لاتین: Ağbash) یک منطقه مسکونی در جمهوری آذربایجان است که در شهرستان سیاه‌زن واقع شده است.